# Ranakpur
Ranakpur (Hindi: रणकपुर, Raṇakpur) ist ein kleiner Ort im Distrikt Pali im indischen Bundesstaat Rajasthan. Er ist wegen der dort gelegenen Tempelgruppe aus dem 15. Jahrhundert, der wohl größten und am üppigsten ausgeschmückten Tempelanlage der Jainas in Indien bekannt.

## Lage
Ranakpur liegt auf einer Höhe von 486 m abgelegen in einem waldreichen Tal im Westen des Aravalligebirges und etwa 10 km südlich der Kleinstadt Sadri auf einer Linie zwischen Jodhpur und Udaipur, 96 km von letzterer Stadt nach Norden. Die nächste Bahnstation ist Falna Junction etwa 30 km westlich. Durch seine touristische Anziehungskraft verfügt der Ort über einige Hotels und als bedeutendes Pilgerziel für Jainas über entsprechende Unterkünfte. Touristisch bekannter ist die Dilwara-Tempelgruppe, die ab dem 11. Jahrhundert auf der Spitze des 1300 Meter hohen Mount Abu im Südteil der Aravalliberge gebaut wurde.

## Geschichte
Für die Jainas Nordindiens gelten in ihren Siedlungsschwerpunkten, die vorwiegend in Gujarat und Rajasthan liegen, bestimmte Berge als heilig, da sie jeweils einem der Tirthankaras, das sind mythische Vorläufer des historischen Religionsgründers Mahavira, zugeordnet werden. Dabei werden Gruppen von vier Bergen als Abbilder der vier Kardinalpunkte zusammengefasst und stehen als Pilgerorte miteinander in Verbindung. Die Bedeutung Ranakpurs und der städtischen Tempel wird hergestellt, indem durch Abbildungen und Modelle, die in den Tempeln gezeigt werden, auf diese heiligen Bergorte hingewiesen wird.
Um das 2. Jahrhundert v. Chr. war Mathura das nordindische Zentrum des Jainismus. Vom 12. Jahrhundert war der Glauben in Gujarat vorherrschend, in geringerem Umfang auch in Rajasthan. Es war die Blütezeit des Jainatempels. Durch moslemische Eroberungen in den folgenden Jahrhunderten wurden in Nordwestindien viele Tempel zerstört und Neubauten waren nicht möglich. In abgelegenen Gebieten wie Ranakpur begann im 15. Jahrhundert eine Wiederbelebung des Tempelbaus, wobei ältere Architekturformen kopiert wurden. Die Tempel von Ranakpur wurden durch eine Stiftung von Dharanashah, dem Finanzminister von Rana Kumbha (1433–1468) gegründet, einem Rajputen-Herrscher des regionalen Sisodia-Clans von Mewar (um Udaipur). Unter Rana Kumbha konnte sich, nach dem Niedergang des Sultanats von Delhi Ende des 14. Jahrhunderts, Mewar zu einem mächtigen Staat entfalten; zahlreiche Burgen und Tempel wurden gebaut, darunter der 1438 begonnene Chaumukha-Tempel von Ranakpur. Die Bauzeit betrug rund 60 Jahre bis zum Ende des Jahrhunderts.

## Bauplan

Grundriss Adinatha-Tempel:
1 – Garbhagriha, Hauptraum mit Chaumukha-Standbild
2 – Rangamandapa oder Sabhamandapa, als Versammlungshalle
3 – Meghanadamandapa, hohe überkuppelte Vorhalle
4 – Eckschrein

Der Jainismus hat keine eigenständige Architektur entwickelt, die Bauform der Tempel entspricht hinduistischen Bauten derselben Zeit und Region, wurde aber den besonderen Bedürfnissen des Jaina-Rituals angepasst.

### Adinatha-Tempel

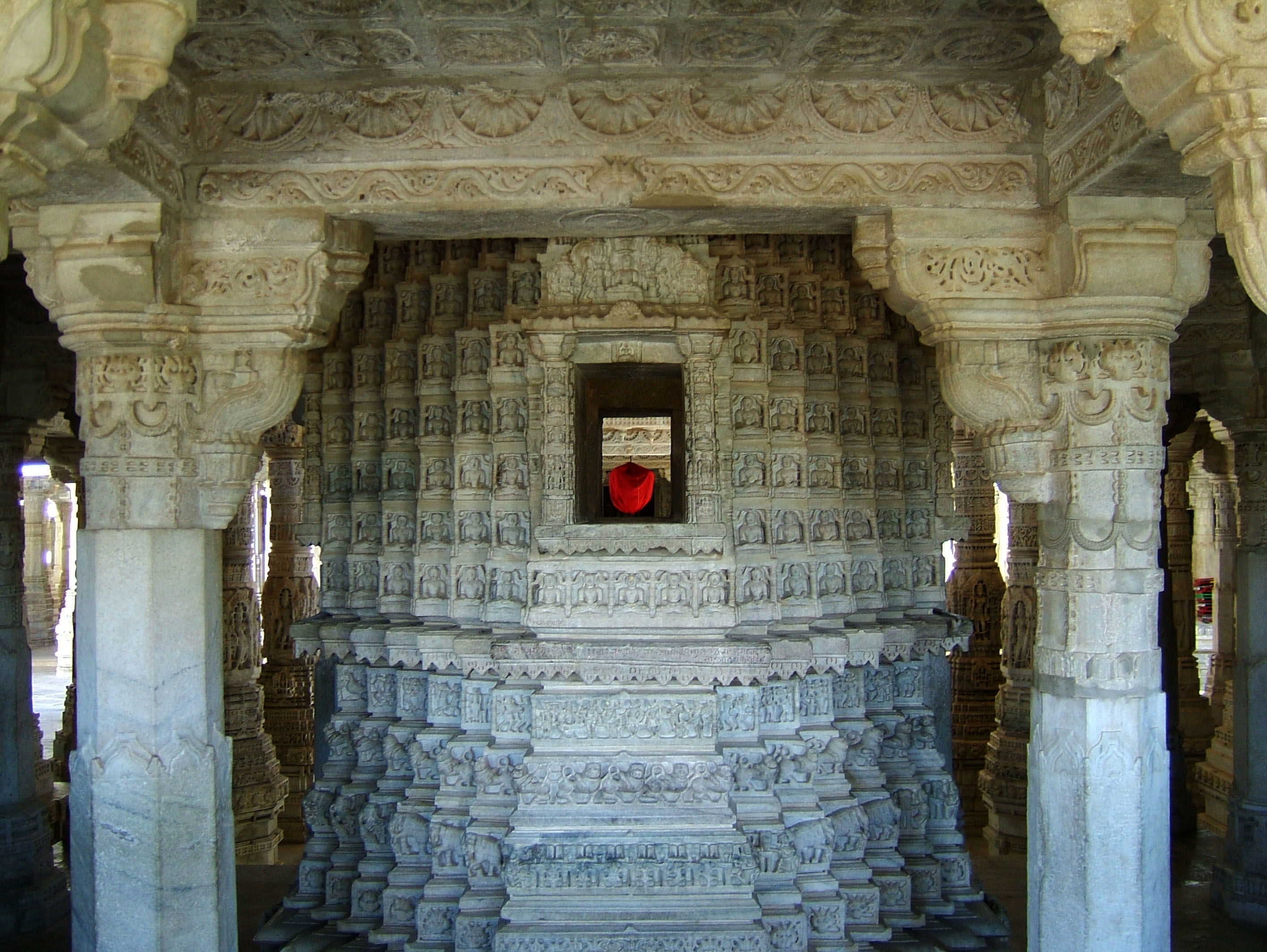
Hauptschrein

Im Zentrum eines quadratischen Hofes liegt der Adinath-Tempel, der dem ersten in der Reihe der 24 Tirthankaras, geweiht ist. Adinatha, auch Rishabhanatha genannt, steht am Beginn der Menschheitsentwicklung und wird üblicherweise mit schulterlangem Haar dargestellt. Er gehört zusammen mit den letzten drei zu den am häufigsten verehrten Tirthankaras.
Der Tempel hat die Form eines Chaumukha-Tempels („viergesichtig“), in dessen Zentrum ein Tirthankara-Standbild aufgestellt ist, das vier in die Himmelsrichtungen blickende Gesichter trägt. Nach den vier Seiten ist der dreigeschossige Zentralraum von offenen Säulenhallen (Manapa|rangamandapa) umgeben. Zentralraum und Vorhallen sind von einem Säulengang umschlossen, mit 78 Nischen für Tirthankara-Standbilder. Die gesamte Tempelanlage misst außen 66 × 68 m, ohne die auf jeder Seite vorgebauten Aufgänge, und steht an einem leicht geneigten Hang auf einer Terrasse (jagati), die zum Haupteingang an der Südseite einen hohen Sockel bildet. Die Portale sind dreistöckig als offene Balkone angelegt und über Treppen zugänglich. In den vier Ecken des Hofes stehen kleinere Tempel, die jeweils von 20 überkuppelten Pavillons umgeben sind und von insgesamt 420 Säulen getragen werden. Auf dem Achsenkreuz gelangt man nach Durchquerung des Portals in einen zentralen Pavillon, eine dreistöckige Tempelvorhalle (rangamandapa), die gegenüberliegende Halle ist zweistöckig und von einer besonders weiten Kragkuppel mit 11 m Durchmesser überdeckt. Aus der Ferne sind hohe Shikhara-Dachtürme zu sehen, die zwischen mit Mörtel überzogenen Rundkuppeln hervorragen. Die Kuppeln sind als Ringschichtendecken ausgebildet (eine Formangleichung an ältere Hindu-Bauten sowie an die frühislamische Architektur Indiens) und erheben sich über einer achteckigen Lage aus Steinbalken, die den Übergang zu zwölf im Quadrat stehenden Säulen bilden. Die Dachformen aller Gebäude werden von insgesamt 1444 tragenden Säulen gestützt, die in ihrer verspielten Ornamentfülle alle unterschiedlich gestaltet sind. 24 Säulenhallen sind mit 80 Rundkuppeln überdeckt. Der gesamte Tempel ist aus cremefarbenem Marmor errichtet; wie die Säulen sind alle Wandflächen mit kleinteiligem Figurenschmuck überzogen. Zwar nicht in der Konzeption, dafür im Aufwand der Ausgestaltung übertrifft er alle anderen Jaintempel Indiens.

### Tempel der Umgebung

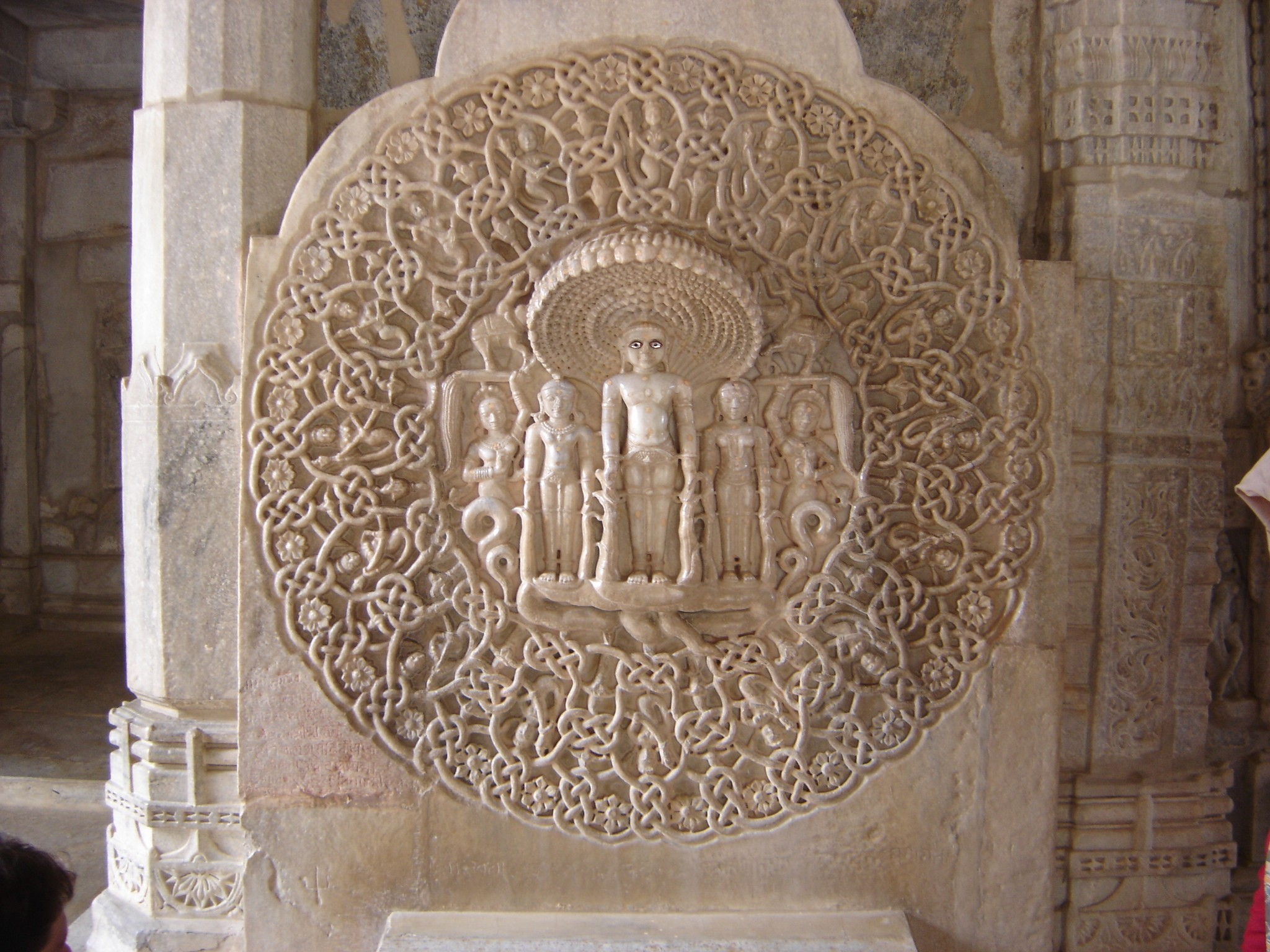
Parshvanata in einem Medaillon, vom tausendköpfigen Schlangengott Dharanendra gegen einen mächtigen Sturm beschützt, den der Titan Meghamalin entfesselt hatte; die Flechtwerkornamentik entspricht islamischen Vorbildern.

Der Parshvanata-Tempel aus der Mitte des 15. Jahrhunderts ist nach dem 23. Tirthankara, dem Vorläufer des Mahavira benannt. Der bereits als historisch angesehene Parshvanata wurde gemäß der Überlieferung im Jahr 872 v. Chr. geboren und erreichte das ideale Lebensalter von 100 Jahren. Der Tempel hat den typisch nordindischen Dachaufbau (shikhara) über dem Kultraum (cella) und eine davor angeordnete flache Säulenhalle. In der Cella befindet sich ein Standbild aus schwarzem Stein, über dessen Haupt als Charakteristikum für Parshvanatha eine mehrköpfige, schutzgewährende Kobra hinausragt. Alle Wände tragen denselben üppigen Figurenschmuck, wie überall gibt es grazile erotische Figuren; der Tempeleingang ist nach Norden gerichtet.
Daneben steht ein kleinerer Tempel für Neminatha, dem 22. Tirthankara. Sein Eingang liegt im Osten, ebenso der Eingang zum wenige Meter südlich gelegenen Surya-Narayana-Tempel, dessen Darstellung des Sonnengottes Surya in seinem von sieben Pferden gezogenen Wagen ist sehenswert. Die Vorhalle wird von einer quadratischen Flachdecke auf 16 Säulen und einer anschließenden Kuppel gebildet.

## Ritual
Im Chaumukha-Tempel ist der Zentralraum zu den Vorhallen nach allen Seiten offen und hell. Hier wird kein Gott verehrt, sondern vor einem der Tirthankaras, der als Vorbild angesehen wird, da er die erstrebte Vollkommenheit bereits erlangt hat, meditiert. Dafür braucht es keinen Brahmanen wie im Hindutempel, der als Vermittler das Ritual vollzieht. Tirthankaras sind „befreite“ Heilige, deren tatsächlich vorgestellte Anwesenheit im Standbild dessen Fotografierverbot verständlich macht. In derselben Bauform gibt es zahlreiche weitere Tempel geringerer Größe, die jährlich im Oktober/November von Pilgern aufgesucht werden.
Im Gegensatz zur engen Kultkammer des Hindutempels dient die Offenheit des zentralen Kultraums im Chaumukha-Tempel der rituellen dreifachen Umschreitung (pradakshina) des Bildnisses, was dem Glaubensgrundsatz der „Drei Juwelen“ entspricht. Die zu vollziehenden Rituale geschehen im unmittelbaren Austausch mit den Kultobjekten, auch durch Berührung derselben, sind in ihrer Abfolge genau festgelegt, einfach durchzuführen, verfügen aber über einen komplizierten symbolischen Gehalt.

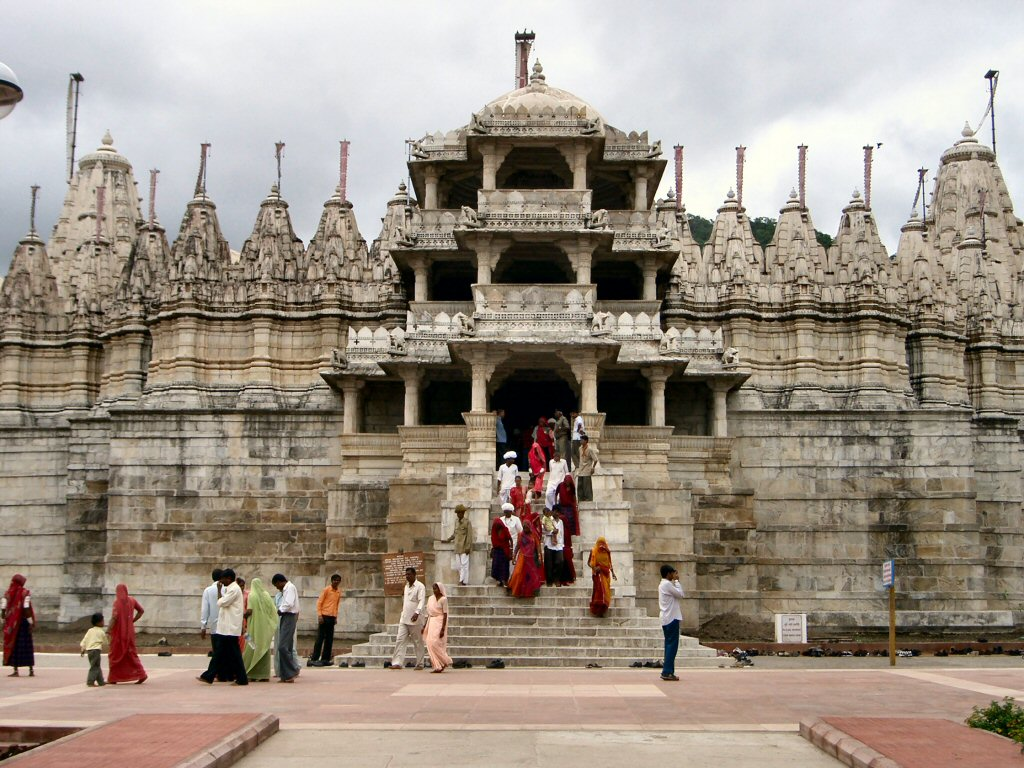
Adinatha-Tempel, Aufgang und Portikus
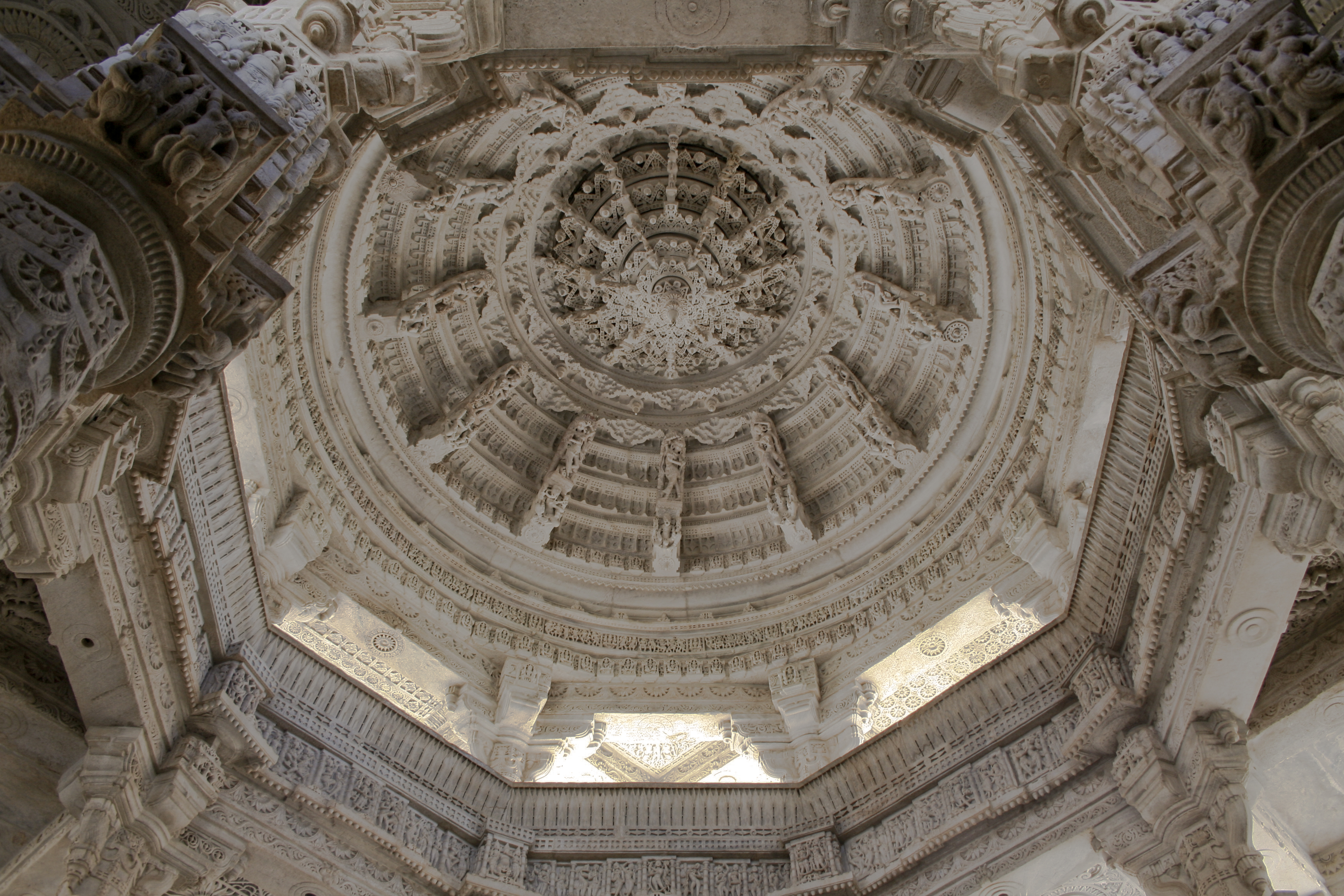
Ringschichtendecke aus vorkragenden Steinplatten über dem Meghanadamandapa. In der Mitte hängt der Lotusstein Padmashila herab.
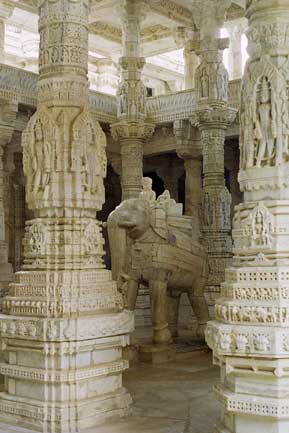
Sich kreuzende Steinbalken auf Stützen tragen Flachdecke eines Mandapa. Skulptur des weißen Elefanten Airavata.
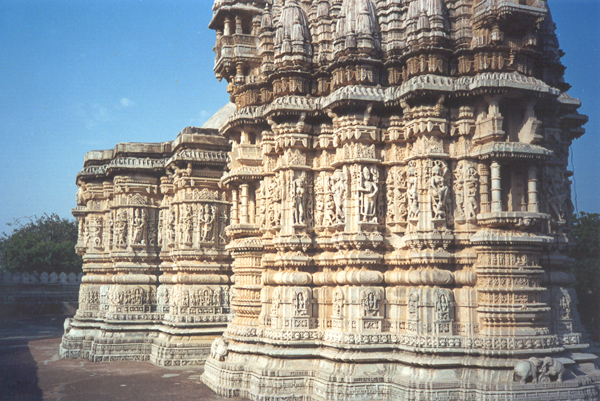
Surya-Tempel von Nordwesten.